# 광주 남구의 향토문화유산
광주 남구의 향토문화유산은 「문화재보호법」제2조제1항 각 호의 문화재 중에서 광주광역시 남구청장이 제13조에 따라 지정한 문화재를 말한다.

## 지정 목록
| 번호 | 그림 | 명칭 | 소재지 | 소유자 (관리자) | 지정·해제일자 | 비고 |
| ---- | ---- | ---- | ------ | --------------- | ------------- | ---- |
|      |      | [[]] |        |                 | 년 월 일 지정 |      |

## 참고 문헌
- 광주 남구 홈페이지 - 고시/공고